# Toponica (gmina Knić)
Toponica (cyr. Топоница) – wieś w Serbii, w okręgu szumadijskim, w gminie Knić. W 2011 roku liczyła 335 mieszkańców.